# Carolina Punset
Carolina Punset Bannel (ur. 5 stycznia 1971 w Waszyngtonie) – hiszpańska polityk i prawniczka, posiadająca również obywatelstwo francuskie, deputowana do Parlamentu Europejskiego VIII kadencji.

## Życiorys
Córka Francuzki i Katalończyka (prawnika i polityka Eduarda Punseta). Ukończyła studia prawnicze na Universidad Autónoma de Madrid, następnie kształciła się na Uniwersytecie Complutense w Madrycie. Pracowała jako doradca ds. prawnych i finansowych w organizacjach pozarządowych (1994–1998), następnie podjęła praktykę w zawodzie adwokata, specjalizując się w prawie karnym i penitencjarnym. Udzielała się również jako biegła z zakresu grafologii.
W 2007 współtworzyła lokalne ugrupowanie Ciudadanos por Altea (CIPAL) w Altei. Od 2007 do 2015 była członkinią egzekutywy miejskiej w Altei, w pierwszej kadencji w ramach koalicji z PSOE, a od 2011 w ramach koalicji z Partią Ludową. Odpowiadała m.in. za sprawy zdrowia i rolnictwa. Od 2013 była związana z partią Obywatele.
W 2014 kandydowała z trzeciego miejsca tej formacji w wyborach europejskich, nie uzyskując mandatu (Obywatelom przypadły dwa miejsca w PE VIII kadencji). W 2015 była kandydatką swojego ugrupowania na prezydenta Walencji. Uzyskała wówczas mandat posłanki do regionalnych kortezów. W lutym 2016 objęła wakujący mandat eurodeputowanej, zastępując w PE Juana Carlosa Girautę. Dołączyła do frakcji Porozumienia Liberałów i Demokratów na rzecz Europy. W 2018 opuściła swoje ugrupowanie, krytykując jego krajowe kierownictwo. Mandat europosłanki wykonywała do 2019.